# Sidensjö distrikt
Sidensjö distrikt är ett distrikt i Örnsköldsviks kommun och Västernorrlands län. Distriktet ligger omkring Sidensjö i mellersta Ångermanland. 

## Tidigare administrativ tillhörighet
Distriktet inrättades 2016 och utgörs av Sidensjö socken i Örnsköldsviks kommun.
Området motsvarar den omfattning Sidensjö församling hade 1999/2000.

## Tätorter och småorter
I Sidensjö distrikt finns en tätort och två småorter.

### Tätorter
- Sidensjö

### Småorter
- Drömme
- Nybyn